# Cool Million
Cool Million est une série télévisée américaine en cinq épisodes de 70 minutes diffusée entre le 16 octobre et le 20 décembre 1972 sur le réseau NBC, dans le cadre du programme du NBC Mystery Movie diffusé le mercredi soir.
Elle est inédite dans tous les pays francophones.

## Synopsis
Jefferson Keyes, ancien agent de la CIA a ouvert son propre cabinet d'investigations. Propriétaire d'un jet privé, il parcourt le monde pour ses enquêtes dont le montant est toujours de 1 million de dollars, d'où le titre de la série.

## Adaptation
Le thème est très proche d'une autre série diffusée à la même période et dans le même programme : Banacek, celui d'un enquêteur avec des goûts de luxe et toujours entouré de belles femmes.

## Distribution
- James Farentino : Jefferson Keyes

## Épisodes
1. Mask of Marcella
2. Hunt for a Lonely Girl
3. Assault on Gavaloni
4. The Abduction of Baynard Barnes
5. The Million Dollar Misunderstanding